# Slavjanka (Territorio del Litorale)
Slavjanka (in russo Славя́нка?) è una cittadina dell'Estremo Oriente russo (Territorio del Litorale); è il capoluogo (e il maggior centro abitato) del rajon Chasanskij.

## Geografia fisica
Sorge nell'estrema parte meridionale del Territorio del Litorale, sulle sponde del golfo Slavjanskij, parte del più grande golfo di Pietro il Grande.